# Wilkes 160 1957
Wilkes 160 1957 var ett stockcarlopp ingående i Nascar Grand National Series (nuvarande Nascar Cup Series) som kördes 20 oktober 1957 på den 0,625 mile (1005,84 meter) långa ovalbanan North Wilkesboro Speedway i North Wilkesboro, North Carolina. Totalt avverkades 100 miles (160,934 km) fördelat på 160 varv. Banunderlaget var asfalt. Loppet vanns av Jack Smith i en Chevrolet ägd av Smith själv på tiden 1:29.10. Smiths snitthastighet var 69,902 mph. Prispotten uppgick till 4 435 dollar, varav 900 dollar gick till segraren.

## Resultat
| Plc     | Nr  | Förare           | Team/ bilägare       | Konstruktör | Start | Varv | Ledda varv |
| ------- | --- | ---------------- | -------------------- | ----------- | ----- | ---- | ---------- |
| 1       | 47  | Jack Smith       | Jack Smith           | Chevrolet   | 4     | 160  | 43         |
| 2       | 42  | Lee Petty        | Petty Enterprises    | Oldsmobile  | 8     | 160  | 0          |
| 3       | 84  | Banjo Matthews   | Matthews Racing      | Ford        | 2     | 160  | 53         |
| 4       | 46  | Speedy Thompson  | Speedy Thompson      | Chevrolet   | 7     | 160  | 0          |
| 5       | 6   | Cotton Owens     | Nichels Engineering  | Pontiac     | 6     | 160  | 0          |
| 6       | 87  | Buck Baker       | Buck Baker Racing    | Chevrolet   | 12    | 160  | 0          |
| 7       | 98  | Marvin Panch     | Marvin Panch         | Ford        | 3     | 160  | 0          |
| 8       | 44  | Rex White        | Max Welborn          | Chevrolet   | 17    | 159  | 0          |
| 9       | 36  | Bill Morton      | Bill Morton          | Ford        | 14    | 159  | 0          |
| 10      | 21  | Jimmy Massey     | Wood Brothers Racing | Ford        | 5     | 152  | 0          |
| 11      | 32  | Brownie King     | Jess Potter          | Chevrolet   | 10    | 151  | 0          |
| 12      | 34  | Dick Beaty       | Dick Beaty           | Ford        | 16    | 149  | 0          |
| 13      | 64  | Johnny Allen     | Spook Crawford       | Plymouth    | 13    | 148  | 0          |
| 14      | 74  | L.D. Austin      | L.D. Austin          | Chevrolet   | 22    | 145  | 0          |
| 15      | 96  | Bobby Keck       | Bobby Keck           | Chevrolet   | 20    | 142  | 0          |
| 16      | 100 | Jack Marsh       | i.u.                 | Chevrolet   | 19    | 136  | 0          |
| 17      | 11  | Jim Russell      | Jim Russell          | Ford        | 23    | 135  | 0          |
| 18      | 2   | Bill Massey      | i.u.                 | Chevrolet   | 26    | 129  | 0          |
| 19      | 80  | Tiny Lund        | Rice Racing          | Pontiac     | 9     | 118  | 0          |
| 20      | 55  | Junior Johnson   | Wildcat Williams     | Pontiac     | 11    | 102  | 0          |
| 21      | 22  | Fireball Roberts | Fireball Roberts     | Ford        | 1     | 61   | 61         |
| 22      | 41  | Johnny Dodson    | C.M. Julian          | Dodge       | 25    | 19   | 0          |
| 23      | 63  | R.L. Combs       | R.L. Combs           | Ford        | 15    | 1    | 0          |
| 24      | 75  | Max Berrier      | Frank Hayworth       | Mercury     | 21    | 0    | 0          |
| 25      | 71  | George Parrish   | Joe Frazier          | Studebaker  | 24    | 0    | 0          |
| 26      | 51  | Roy Tyner        | Roy Tyner            | Ford        | 18    | 0    | 0          |
| Källor: |     |                  |                      |             |       |      |            |